# Cătălin Drulă
Cătălin Drulă (n. 2 mai 1981, București, România) este un politician român și inginer software care, din 10 iulie 2022 până pe 10 iunie 2024, a fost un președinte al partidului USR. Este un deputat al circumscripției Timiș începând cu anul 2016. Este, de asemenea, fostul ministru al Transporturilor și Infrastructurii în Guvernul Florin Cîțu. A ocupat, din 23 decembrie 2020 până pe 8 septembrie 2021, fost președinte cu atribuții interimare al Uniunii Salvați România (USR).

## Biografie
Cătălin Drulă a urmat cursurile Colegiului Național de Informatică „Tudor Vianu” din București între anii 1995 și 1999, perioadă în care a obținut mai multe premii în domeniul informaticii. A fost admis cu bursă de studii la Universitatea din Toronto, Canada, unde a continuat studiile în domeniul ingineriei calculatoarelor. Între 2004 și 2005, a efectuat, la Institut National Polytechnique de Grenoble, un stagiu de cercetare pentru documentarea tezei sale de master, într-un program de schimb cu Universitatea din Toronto.

## Activitate profesională
La începutul anilor 2000, a dezvoltat o platformă de comunicare prin bluetooth. Ulterior, a dezvoltat o altă platformă, ce permite comunicarea necesarului de sânge pentru transfuzie prin telefonul mobil, și livrarea acestuia prin drone la distanțe de până la 70 km, sistem devenit operațional în Rwanda. Drulă a intrat în acea afacere în calitate de coacționar, iar compania, denumită Zipline International, a avut succes și s-a extins în mai multe țări africane, dar și în SUA și Japonia și în iulie 2021 aceasta valora 2,5 miliarde de dolari. Cele 100.000 de acțiuni deținute de Drulă valorau în 2016 3.500 de dolari, dar în 2021 el a obținut 588.810 dolari din vâzarea unei cincimi din acestea.

### Asociația Pro Infrastructura
Revenit în România, s-a implicat în societatea civilă, în cadrul Asociației Pro Infrastructura, care susține și monitorizează dezvoltarea infrastructurii de transport în România, fiind activ pe forumul asociației sub pseudonimul cutter.

## Activitate politică
În 2015, a fost numit consilier personal al prim-ministrului Dacian Cioloș pe teme de infrastructură, postură din care a activat în colaborare cu acesta și cu miniștrii transporturilor pentru deblocarea proiectelor de construcții de autostrăzi împotmolite în timpul guvernului anterior. Spre sfârșitul anului 2016, a renunțat la postul de consilier pentru a candida în cadrul alegerilor legislative din acel an, fiind ales deputat de Timiș din partea Uniunii Salvați România. A fost coordonatorul campaniilor electorale la alegerile europarlamentare din 2019 și la alegerile prezidențiale din 2019 din partea Uniunii Salvați România.
Din 23 decembrie 2020 până în 9 septembrie 2021 a ocupat postul de ministru al Transporturilor în Guvernul Florin Cîțu.

## Controverse
Pe 6 noiembrie 2023, după ce Elena Lasconi a fost scoasă de pe lista USR de la alegerile parlamentare din 2024, site-ul de satiră TimesNewRoman l-a poreclit pe Drulă ca Drizdă.
Pe 5 august 2025, la anunțul decesului lui Ion Iliescu, Drulă a ironizat acest eveniment, postând pe contul său de Facebook melodia Imnul golanilor, compusă de Cristian Pațurcă, care a fost cântată la mineriade.